# Grane (Norge)
65°32′4″N 13°24′10″Ø / 65.53444°N 13.40278°Ø
 For alternative betydninger, se Grane. (Se også artikler, som begynder med Grane)
Grane (samisk Gaala) er en kommune i Nordland fylke i Norge, med Trofors som administrationssted. Andre småbyer i kommunen er Majavatn, og Svenningdal. Kommunen grænser i nord til Vefsn, i øst til Hattfjelldal, i syd til Røyrvik og Namsskogan, og i vest til Bindal og Brønnøy.
Vigtige erhverv er landbrug og skovbrug. Europavej 6 og Nordlandsbanen passerer gennem kommunen. Vejforbindelse til Hattfjelldal og Sverige samt Tosenvegen som starter i Vasselv og fører ud til kysten af Helgeland.

## Geografi
Store dele af kommunen består af skov – og fjeldområder. Bjortjønnlimyrene naturreservat og deler av Børgefjell nationalpark ligger i kommunen. Ved Trofors mødes elvene Austervefsna og Svenningdalselva og danner elvsystemet Vefsna.
Den største turistattraktion i Grane er Laksforsen i Vefsna, fossen ligger cirka 20 km. nord for Trofors.

### Elve, fjelde og søer i Grane
- Fiplingvatn
- Gåsvatnet
- Store Svenningsvatnet
- Vefsna
- Store Majavatnet
- Majaklumpen

## Historie
Grane var oprindelig en del af Vefsn, men blev skilt ud som selvstændig kommune i 1927. Under 2. verdenskrig blev flere personer skudt i forbindelse med Majavatn-affæren.

## Tusenårssted
Kommunens tusenårssted er Grane bygdetun som ligger i Gammelsagmaro lige øst for Trofors centrum. Bygdetunet er bygget op af en række bevaringsværdige bygninger som er hentet fra forskellige dele af kommunen og genrejst på bygdetunet. Bygdetunet blev officielt åbnet i 1998 og har en central placering i Granedagene, som arrangeres i midten af juni hvert år.
Fra Grane bygdetun er der lavet tursti til fangstanlægget på Tromoan, hvor der er en række fangstgruber fra yngre jernalder.